# A vér földje
A vér földje (eredeti cím: Let Him Go) 2020-ban bemutatott amerikai western-thriller, melyet Thomas Bezucha írt és rendezett, Larry Watson 2013-as azonos című regénye alapján. A főszerepben Kevin Costner és Diane Lane látható, mint nyugdíjas seriff és felesége, akik fia halála után egyetlen unokájukat keresik, majd találkoznak egy "gyanús" családdal, Lesley Manville vezetésével.
A filmet 2020. november 6-án mutatták be Amerikai Egyesült Államokban a Focus Features által, Magyarországon DVD-n és Blu-Ray-en jelent meg szinkronizálva 2021 márciusában. A film általánosságban pozitív értékeléseket kapott a kritikusoktól, és kereskedelmileg 10,5 millió dollárt termelt.

## Cselekmény
Három évvel fiuk elvesztése után George Blackledge (Kevin Costner) nyugdíjas seriff és felesége, Margaret (Diane Lane) részt vesz egykori menyük, Lorna (Kayli Carter) esküvőjén, akit feleségül vesz Donnie Weboy (Will Brittain) és az unokájukat, Jimmyt elviszik magukkal a városba. Egy nap a városba menetel Margaret megdöbbenten figyeli, hogy Donnie az utcán mind Jimmy-t, mind Lornát megüti. Másnap úgy dönt, hogy süteményt süt és meglátogatja őket, azonban kiderül az egyik szomszédtól, hogy ők már aznap este elhagyták a várost.
Margaret meggyőzi George-ot, hogy hagyják ott jelenlegi farmjukat, és menjenek el együtt Lorna és Jimmy után, hogy megmentsék őket. Felfedezik, hogy a Weboy-család házában vannak, majd arra is rájönnek, hogy Donnie családja veszélyes, erőszakos hírnévvel rendelkezik, amelyet a törvény figyelmen kívül hagy. George és Margaret megpróbálja meggyőzni Lornát, hogy jöjjön velük, de a fiatal nő tart az anyától (Lesley Manville) és annak fiaitól, hogy megölik, ha megpróbál elmenni. Blackledgék mindent megtesznek annak érdekében, hogy megmentsék az anya-fia párost.

## Szereplők
| Szerep              | Színész         | Magyar hang      |
| ------------------- | --------------- | ---------------- |
| Margaret Blackledge | Diane Lane      | Kovács Nóra      |
| George Blackledge   | Kevin Costner   | Csernák János    |
| Blanche Weboy       | Lesley Manville | Vándor Éva       |
| Donnie Weboy        | Will Brittain   | Szatory Dávid    |
| Bill Weboy          | Jeffrey Donovan | Stohl András     |
| Peter Dragswolf     | Booboo Stewart  | Borbíró András   |
| Lorna Blackledge    | Kayli Carter    | Mórocz Adrienn   |
| James Blackledge    | Ryan Bruce      | Fehér Tibor      |
| Marvin Weboy        | Adam Stafford   |                  |
| Nevelson seriff     | Bradley Stryker | Nagypál Gábor    |
| Gladstone seriff    | Greg Lawson     | Borbiczki Ferenc |

## Megjelenés
A filmet a Focus Features adta ki 2020. november 6-án. Korábban 2020. augusztus 21-ére tervezték a bemutatót, de az elmaradt a COVID-19 világjárvány miatt.
A stúdió becslések szerint 8 millió dollárt költött a film reklámozására.

## Fordítás
- Ez a szócikk részben vagy egészben  a   Let Him Go című angol Wikipédia-szócikk fordításán alapul.  Az eredeti cikk szerkesztőit annak laptörténete sorolja fel. Ez a jelzés csupán a megfogalmazás eredetét és a szerzői jogokat jelzi, nem szolgál a cikkben szereplő információk forrásmegjelöléseként.